# Phare de Stafnes
Le phare de Stafnes (en islandais : Stafnesviti) est situé à l'extrémité occidentale de la Reykjanesskagi, près de Keflavík, dans la région de Suðurnes.